# Прокопије Кесаријски
Свети мученик Прокопије, Прокопије Кесаријски, Прокопије Чтец,  (умро 303. године, Цезареја Палестинска) је хришћански свети мученик. 
Помен у Православној цркви је 22. новембра/5. децембра.
По житију рођен је у Јерусалиму. Био је чтец у цркви Кесаријској, објашњавао је верницима Реч Божију, преводио Свето писмо на сиријски језик. Током свог живота лечио је опседнуте демонима. По наређењу гувернера Палестине, Флавијана ухваћен је и након што је одбио да принесе жртву паганским боговима и царевима, и посечен је.
Јевсевије Цезарејски пише о Прокопијевом мучеништву:
"... у Палестини први мученик је Прокопије. Пошто још није доживео тамницу, појавио се на проконзуларном суду и одмах, при свом првом појављивању, чувши наређење да принесе жртву такозваним боговима, одговорио је да познаје само једнога кога треба жртвовати, тј. и сам је то желео. А када му је наређено да изврши поклоњење четворици царева, изговори следеће песникове речи, које им се нису допале: Нека буде један господар, једини цар и рекавши то, посекоше му главу. "— Јевсевије Кесаријски, Књига палестинских мученика. Поглавље I
Из Цезареје, његово тело је пренето у његову домовину, у Јерусалим, и сахрањено у крипти на врху горе Страдања. Касније је над овом криптом подигнута црква Прокопија Чтеца, у знак сећања на његово мучеништво, а крипта је постала крипта храма. Крипта и остаци византијске цркве опстали су до данас и налазе се на територији православног манастира Светог Модеста у Јерусалиму.